# Satyrichthys moluccense
Satyrichthys moluccense är en fiskart som först beskrevs av Bleeker, 1851.  Satyrichthys moluccense ingår i släktet Satyrichthys och familjen Peristediidae. Inga underarter finns listade i Catalogue of Life.